# Leonid Aleksejevitsj Polovinkin

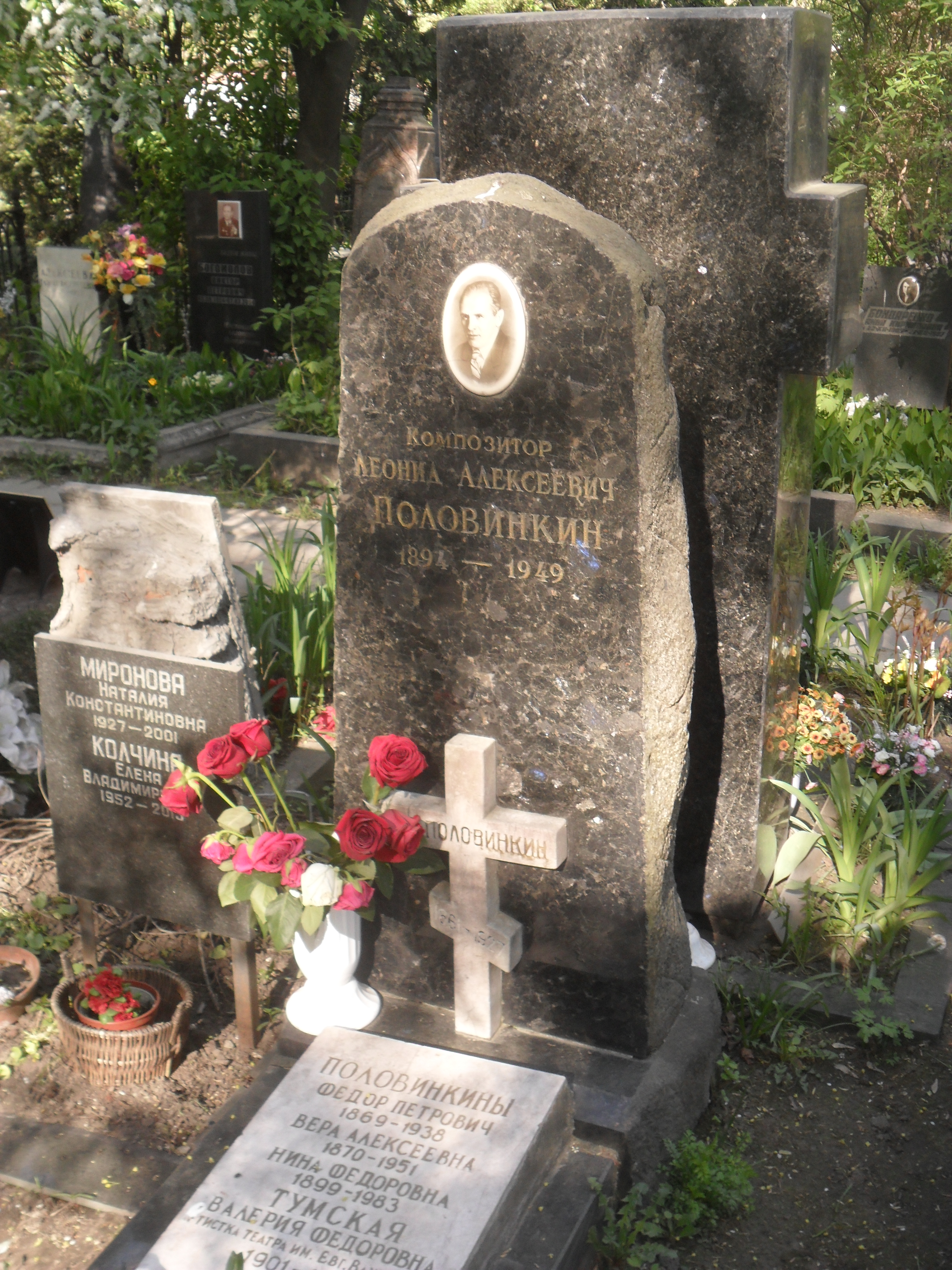
Graf van Polovinkin

Leonid Aleksejevitsj Polovinkin (Russisch: Леонид Алексеевич Половинкин) (Koergan, 13 augustus 1894 - Moskou, 8 februari 1949) was een Russisch componist en pianist. In zijn vaderland wordt hij beschouwd en gevierd als componist die de overgang van het Russische muzikale modernisme naar het Stalinistische socialistisch realisme markeert.

## Leven
Geboren in Koergan, in Centraal-Siberië, studeerde Polovinkin van 1914 tot 1924 bij Nikolaj Mjaskovski en Sergej Vasilenko aan het Conservatorium van Moskou. Hij werd later directeur van het centrale kindertheater. 
Net als veel andere jonge componisten van de prerevolutionaire periode is Polovinkin beïnvloed door de muziek van Skrjabin: de compositorische structuur en harmonische inzichten zoals in bijvoorbeeld Telescoop 2 voor orkest van 1928, Evenements op 5-deux piéces pour piano, Pianosonata Nr. 4 van 1927, en Zes stukken voor piano, op. 30 (1927 - 1929) zijn direct bewijs voor de invloed van deze Russische meester. 
In de jaren dertig nam Polovinkin afstand van de compositorische wereld van Scriabin. Polovinkin werd met Nikolaj Roslavets lid van de radicale vereniging voor hedendaagse muziek (ACM), samen met Aleksandr Mosolov, Aleksandr Aleksandrov en Dmitri Sjostakovitsj. De suite in vijf delen uit 1936, Dzjoeba, roept een sjostakovitsjachtig gevoel aan de ene kant maar ook een typische gevoeligheid van het Russische modernisme aan de andere kant op, waarin Polovinkin voorop liep. Evenzo zijn de Humoresque No. 2 (1937), Les Attraits (Magniti), 4 stukken voor piano van 1933 compositorisch bewijs van het sociaal-politieke plan van het Russische modernisme. 
Uit de spanning tussen de ACM en de vereniging van muzikanten (ARMP) Masjkova kwam de Overture voor de eerste van mei voor orkest voort, die getuigt van de verschuiving van de traditionele Russische composities naar het modernisme en socialistisch realisme. De laatste periode van de composities van Polovinkin is verbonden met die van Sjostakovitsj die de basis vormt voor muzikale periode tijdens het stalinisme en de periode daarna.
- Bibliothèque nationale de France: cb140157978 (data)
- Gemeinsame Normdatei: 134619560
- International Standard Name Identifier: 0000 0000 8149 0988
- Library of Congress Control Number: no90013117
- Nationale Bibliotheek van Letland: 000156024
- MusicBrainz: 3b37ac19-18bc-4a8e-9087-2d1f72fbd481
- Nationale Bibliotheek van Tsjechië: kup20000000078277
- Nationale Bibliotheek van Israël: 987007286972505171
- Nederlandse Thesaurus van Auteursnamen: 183630246
- Virtual International Authority File: 69127656
- WorldCat: E39PBJkdgDw9dMvW4xmhMbMByd